# Halozetes scotiae
Halozetes scotiae är en kvalsterart som först beskrevs av Édouard Louis Trouessart 1912.  Halozetes scotiae ingår i släktet Halozetes och familjen Ameronothridae. Inga underarter finns listade i Catalogue of Life.